# コプラ

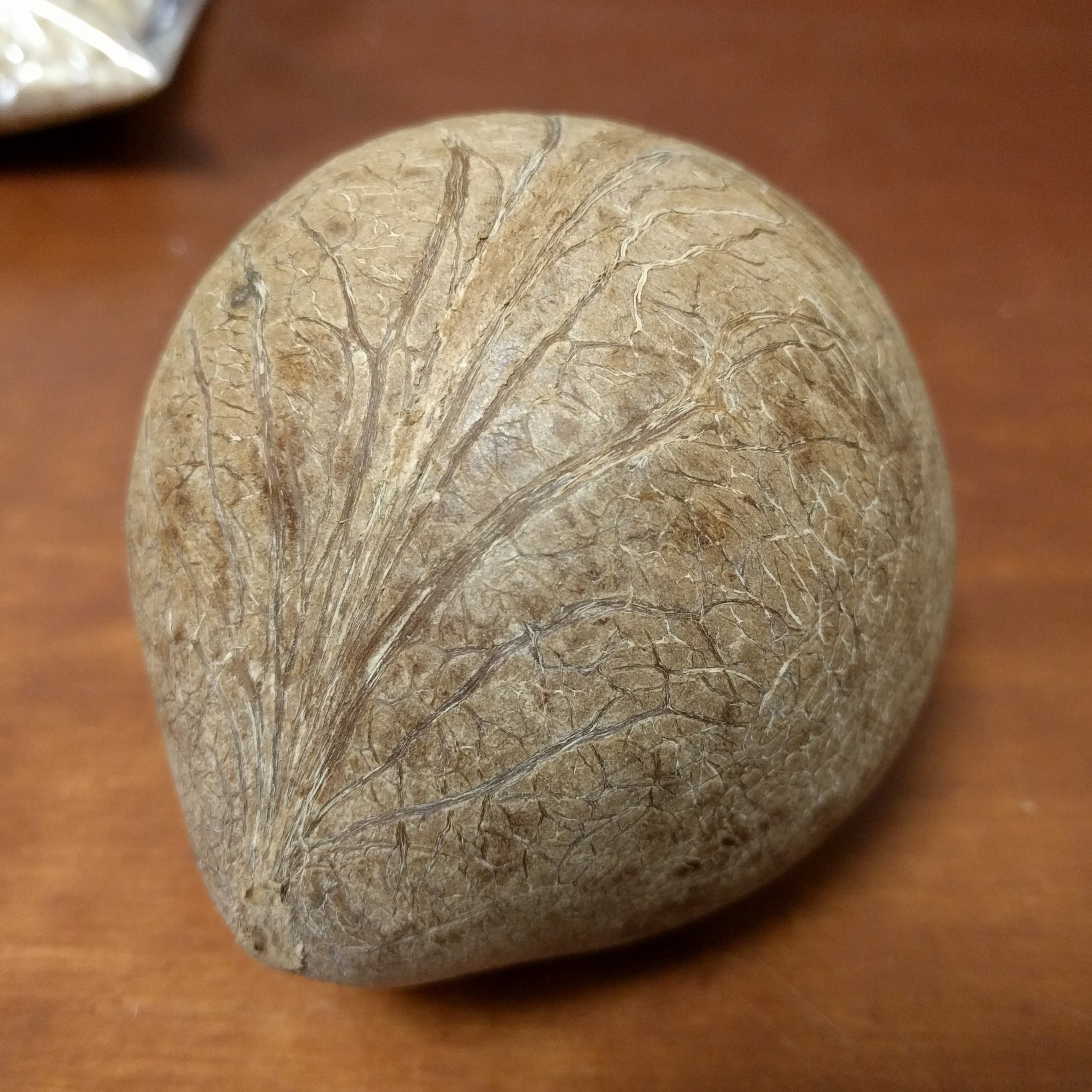
コプラ

コプラ（マラヤーラム語: കൊപ്ര、英: copra）は、ココヤシの果実の胚乳を乾燥させたもの。漢字で椰子実とも当てて書かれた。灰白色で約40-65 %の良質脂肪分を含む。主に東南アジア諸国や太平洋諸島で生産され、住民の貴重な現金収入源となっている。

## 利用
圧搾したコプラ油（椰子油）は、生のココナッツミルクなどに比べて酸敗の恐れが少ないことから、マーガリンなどの加工食品の原料油脂になるほか、生体への攻撃性の少なさから石鹸、蝋燭など日用的な工業製品の原料となる。
コプラ油の絞りかすは有機肥料、家畜飼料となる。飼料の利用には、フレーク（コプラフレーク）に加工し用いられる。ビタミン類や油脂類に富むことから、日本では肥育を行うブランド牛の飼料として知られている。

## ギャラリー

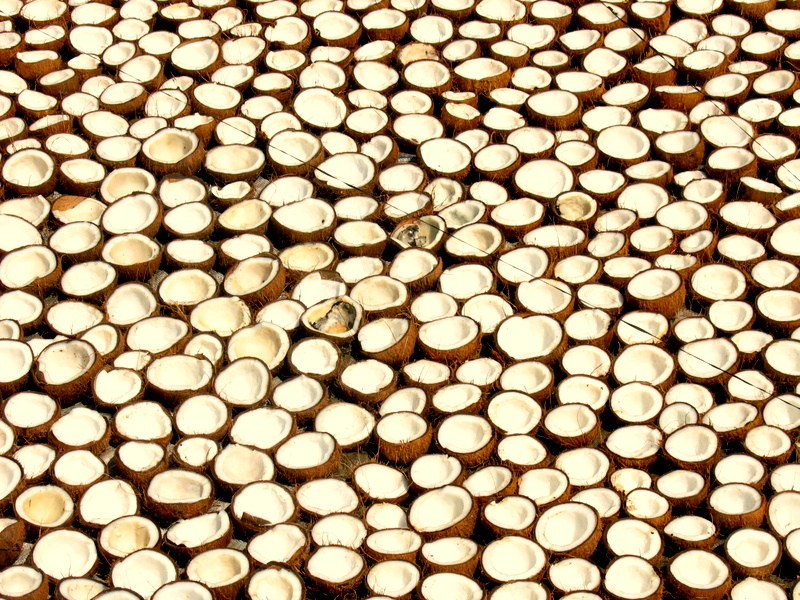
コプラを生産するために日干しにしたココナッツ（インドのケララ州）
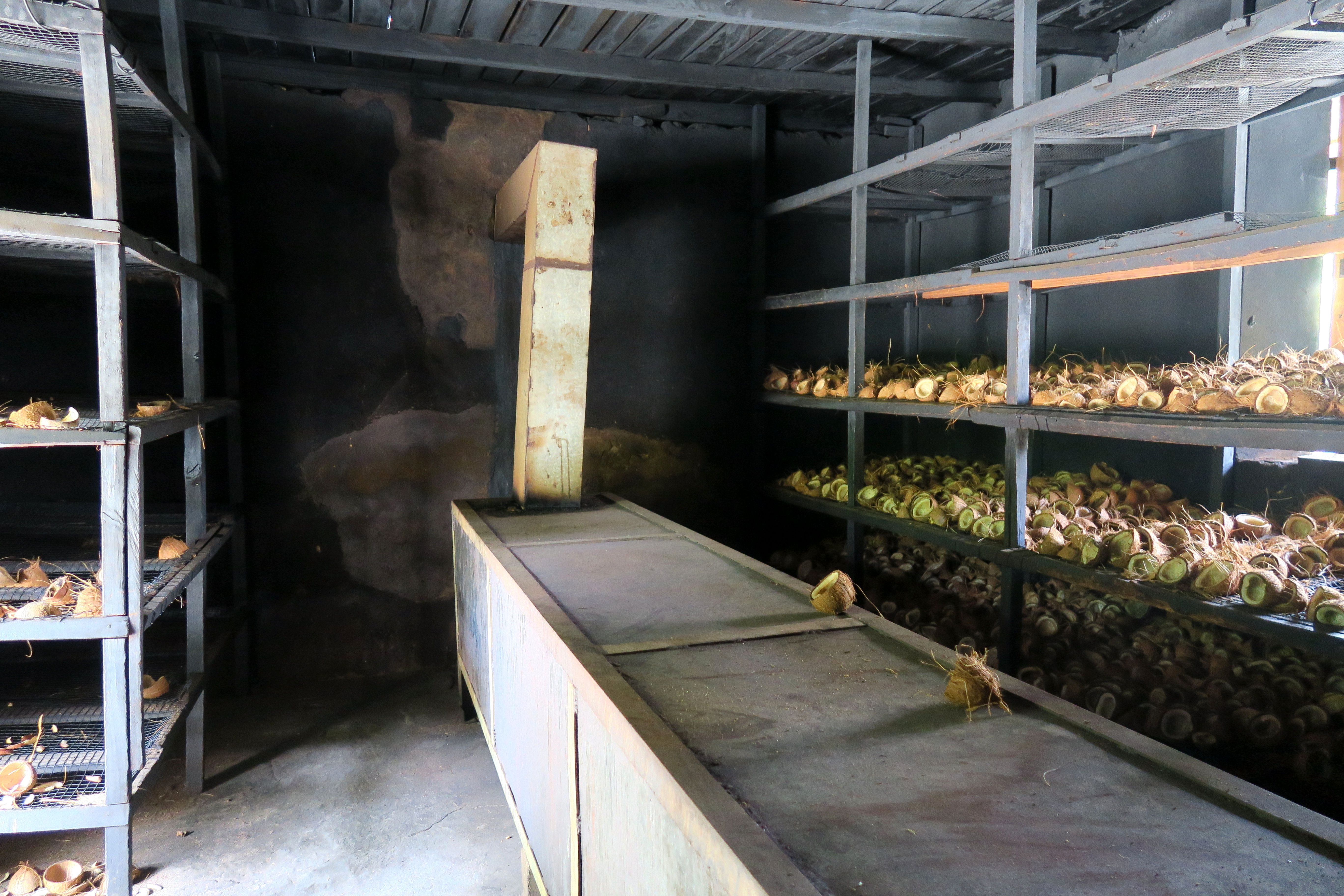
窯干し中のコプラ（セーシェルのラ・ディーグ島）
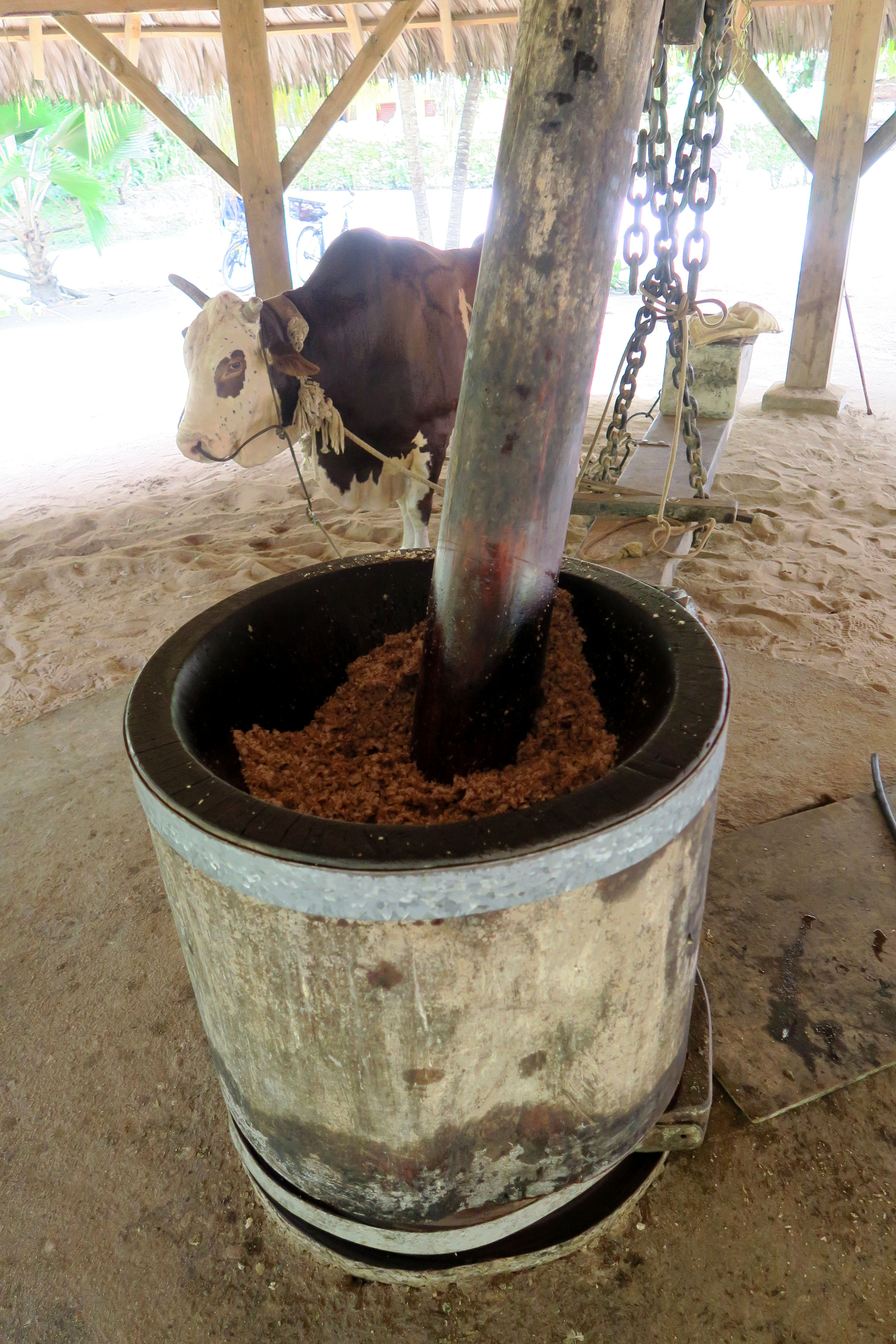
コプラの粉砕（セーシェルのラ・ディーグ島）